# 卡里姆·图拉加诺夫
卡里姆·图拉加诺夫（1973年8月27日—），乌兹别克斯坦男子拳击运动员。他曾代表乌兹别克斯坦参加1996年夏季奥林匹克运动会拳击比赛，获得男子71公斤级铜牌。